# Les Louanges
Les Louanges est le projet musical québécois du multi-instrumentiste Vincent Roberge. Originaire de Lévis, celui-ci compte deux albums sous le label Bonsound.

## Biographie
En 2016, Les Louanges réalise son premier EP, Le mercure.
En 2017, Roberge participe aux Francouvertes, où il termine en deuxième place derrière l'auteur-compositeur-interprète Lydia Képinski. C'est aussi à ce moment qu'il rencontre Félix Petit, multi-instrumentaliste et producteur. Ce dernier deviendra le proche collaborateur de Roberge pour la suite de sa carrière et lui permettra d'approfondir son style R&B.

En 2018, il lance son premier album studio, La nuit est une panthère. Considéré comme novateur sur la scène musicale québécoise,, ce premier opus de Vincent Roberge mélange des inspirations de R&B, de jazz rap, tout en conservant un langage et un style typiquement québécois: 
On observe chez Les Louanges une vraie richesse harmonique au programme de La nuit est une panthère, une belle variété de patrons rythmiques inspirés du beatmaking hip-hop, des sons numériques ou instrumentaux, résolument actuels malgré les références aux époques antérieures, mais aussi une attitude quasi punk. [...] [La] réalisation ne révèle aucun décalage avec les productions internationales de même type (ou si peu), les rimes écrites en keb francophone de souche, avec des lignes souvent inspirées de son auteur, honorent l'identité locale. 
Cet album recevra plusieurs récompenses, dont la Révélation en chanson 2019 de Radio-Canada en plus d'être nommé pour le prix Polaris de 2019.
Entre 2018 et 2019, Vincent Roberge retourne, le temps d’une session, à ses études de littérature à l'université.
En juin 2020, Les Louanges est le lauréat du volet québécois du 24e prix Félix-Leclerc remis durant les Francos de Montréal

En janvier 2022, il lance l'album Crash. Celui-ci amassera plusieurs accolades : présence sur la liste longue des Prix Polaris, gagnant du meilleur album francophone aux Prix Juno, ainsi que plusieurs nominations au 43ᵉ Gala des prix Félix (Auteur ou compositeur de l'année, Album de l'année – alternatif, Album de l'année – choix de la critique). Le quotidien Le Devoir, qui présentera Crash comme le meilleur album québécois de 2022, le décrit ainsi:  
Grâce à son premier album, La nuit est une panthère (2018), Vincent Roberge a goûté au succès et à ce qui vient avec, les concerts qui s’enchaînent, le surmenage et les voyages, l’éloignement, autant d’expériences qui ont nourri les thèmes de Crash, rencontre entre la pop francophone et le R&B contemporain aussi pertinente que réussie. On y découvre parmi les meilleures compositions des Louanges, telles que Encore, Qu’est-ce que tu m’fais, Cruze et Facile. 
Le 3 octobre 2023, Roberge lance le vidéoclip de sa chanson Facile, ce qui termine l'ère de son album Crash. Cette vidéo musicale est réalisée par Sonia Roberge, avec qui il avait déjà collaboré pour les vidéoclips de Chaussée et de Pigeon. La vidéo de quatre minutes affiche l'artiste avec un maquillage extravagant qui reflète les propos mélancolique de la pièce musicale.

## Récompenses
- Gagnant du prix JUNOS album francophone de 2023 pour son album Crash[14].

## Prestations
Le samedi 3 août 2019, Roberge performe sur la scène des Arbres, lors du festival Osheaga, pour la première fois. Il joue des chansons de son premier album La nuit est une panthère. À la fin du concert, il annonce la sortie de son prochain album,.
Le samedi 11 juin 2022, le groupe fait prestation aux Franco de Montréal sur la scène de l'Esplanade Tranquille.
Le vendredi 29 juillet 2022, Les Louanges livre une performance sur la scène du festival Osheaga pour la deuxième fois, où il interprète des chansons tirées de son album Crash.
Le vendredi 16 juin 2023, Roberge livre ce qu'il considère comme le « le plus gros show de [sa] vie ». Il donne un spectacle sur la Scène Bell des Franco de Montréal, sur la Place des Festivals. Blessé au poignet, il déclare tout de même, en ouverture de spectacle: « J’ai le poignet cassé et je m’en viens donner le meilleur show de ma vie ».